# Ricardo César Costa
Ricardo César da Costa, também conhecido apenas como Ricardo Costa (Campinas, 03 de junho de 1981), é um treinador de futebol brasileiro. Atualmente treina o São José.

## Biografia
Formado em educação física na PUC de Campinas, iniciou sua carreira no futebol como preparador físico, onde permaneceu um ano no Japão, acompanhando outro treinador, Evaristo Piza, com quem Ricardo também trabalhou anos mais tarde sendo seu auxiliar no Mirassol. Em seu retorno para o Brasil, trabalhou no sub-15 e sub-17 do Santo André. 
Como treinador, também começou na categoria de base, mesmo sendo preparador físico, recebeu o convite para treinar o time sub-20 da Itapirense. 
Seu primeiro clube profissional foi aos 27 anos, no Velo Clube, em 2009.
Por se sentir ainda inexperiente, passou três anos no Rio de Janeiro como auxiliar e categoria de base, lá trabalhou na equipe do Bangu e Cabofriense. 

## Carreira
Conhecido como o Rei do Acesso no estado de São Paulo, Ricardo Costa divide esse titulo com outros treinadores como, Luiz Carlos Ferreira e  Luís Carlos Martins. Ricardo Costa tem cinco acessos da última divisão 
paulista para a Série A3 com cinco clubes diferentes, sendo eles Portuguesa Santista 2016

, EC São Bernardo 2017
, Marília 2019
, São José 2020
e União Suzano 2021.Tendo em três oportunidades conquistado o título em 2016, 2020 e 2021.[carece de fontes?] Agora, acrescenta ao currículo a ascensão novamente com a equipe do São José, dessa vez da terceira divisão paulista 2023 para a Série A2.Após assumir o clube na zona de rebaixamento depois das primeiras rodadas, fez uma campanha incrível, classificando entre os oito melhores para o mata - mata em segundo lugarperdendo a final para o Capivariano. Ainda em 2023, chegou a final da copa Paulista, terminando com o vice campeonato, alcançando uma vaga na Série D do campeonato Brasileiro 
Além de ser conhecido por ascender clubes de divisões, Ricardo Costa tem sido uma pedra no sapato de outro clube, o Grêmio Desportivo Prudente. Clube ao qual impediu de subir de divisões por duas vezes, e em um ano e meio o time do Oeste Paulista enfrentou equipes treinadas por Ricardo Costa por oito vezes o qual criou uma pequena rivalidade entre treinador e clube.

## Títulos

### Como Treinador
Portuguesa Santista
- Campeonato Paulista da Segunda Divisão: 2016

São José
- Campeonato Paulista da Segunda Divisão: 2020

União Suzano
- Campeonato Paulista da Segunda Divisão:2021

#### Campanhas de destaque
Esporte São Bernardo
- Vice campeão Campeonato Paulista da Segunda Divisão: 2017

Marília
- Vice campeão Campeonato Paulista da Segunda Divisão: 2019

São José
- Vice campeão Campeonato Paulista da Série A3: 2023
- Vice campeão Copa Paulista de Futebol de 2023: 2023